# Патрік Дафф
Сер Чарльз Патрік Дафф (1889 — 16 грудня 1972) — британський державний службовець, який працював особистим секретарем кількох прем'єр-міністрів, у тому числі три роки головним особистим секретарем Рамзі Макдональда.
Здобувши освіту в школі Бланделла та коледжі Бейлліол в Оксфорді, Дафф приєднався до державної служби, вступивши до Торгової ради в 1912 році. Він служив у британській армії під час Першої світової війни, під час якої він брав участь у Дарданелльській операції, а також у Франції та в Месопотамії, був поранений. Після служби особистим секретарем президентів Торгової ради з 1919 по 1923 рік, він служив особистим секретарем прем'єр-міністрів Стенлі Болдвіна та Ремзі Макдональдльда з 1923 по 1933 роки, ставши Головним особистим секретарем з 1930 по 1933 рік.
Потім Дафф став постійним заступником державного секретаря в Міністерстві робіт і громадських будівель з 1933 по 1941 рік. Він був заступником Верховного комісара в Канаді з 1941 по 1933 рік і Верховним комісаром Великої Британії в Новій Зеландії з 1945 по 1949. З 1949 по 1954 він був уповноваженим Церкви в Англії, головою Комісії національних парків і членом Охорони природи.